# Socialismens utveckling från utopi till vetenskap
Socialismens utveckling från utopi till vetenskap är en bok från 1880 skriven av Friedrich Engels. Boken handlar om socialismens historia från de första utopistiska socialisterna som, Henri de Saint-Simon, Robert Owen och Charles Fourier, till den vetenskapliga med Karl Marx.

## Uppkomst och översättningar
Texten är en omarbetning av tre kapitel ur Engels 1878 utgivna skrift Anti-Dühring. Den var avsedd att publiceras på franska i Frankrike. Den publicerades först i följetongsformat i tidskriften La Revue socialiste (mars-maj 1880), senare samma år som en egen broschyr med titeln Socialisme utopique et socialisme scientifique. Texten hade översatts från tyskan av Karl Marx svärson Paul Lafargue. 1882 utkom den på tyska, då under titeln Die Entwicklung des Sozialismus von der Utopie zur Wissenschaft. 1892 utkom den första upplagan på engelska. Svenska översättningar har gjorts av Hjalmar Branting, Zäta Höglund och Bertil Wagner. Den första svenska upplagan gavs ut år 1902. Boken finns även översatt till ett stort antal andra språk.

## Innehåll
Engels kritiserar tidigare revolutionära och socialistiska riktningar och sätter dem i sitt historiska sammanhang, i enlighet med den historiska materialismens metoder. Han visar exempelvis hur den franska upplysningen under 1700-talet inte kunde nå längre i sin kritik av det dåvarande samhället än vad de ekonomiska förhållandena medgav.
Vidare innehåller texten en sammanfattning av Engels (och delvis Marx) egen teori om socialismen och dess ursprung i det kapitalistiska samhället.